# Districte d'Oberhasli
El districte d'Oberhasli és un dels 26 districtes del Cantó de Berna (Suïssa), té 7843 habitants (cens de 2007) i una superfície de 551 km². El cap del districte és Meiringen està format per sis municipis. Es tracta d'un districte amb l'alemany com a llengua oficial.

## Municipis
| Municipi      | Habitants (31. Dez. 2007) | Superfície en km² |
| ------------- | ------------------------- | ----------------- |
| Gadmen        | 250                       | 116.4             |
| Guttannen     | 316                       | 200.7             |
| Hasliberg     | 1234                      | 41.7              |
| Innertkirchen | 901                       | 120.0             |
| Meiringen     | 4533                      | 40.7              |
| Schattenhalb  | 609                       | 31.5              |
| Total (6)     | 7843                      | 551.0             |